# Bathypontia
Bathypontia är ett släkte av kräftdjur. Bathypontia ingår i familjen Bathypontiidae.
Kladogram enligt Catalogue of Life:
| Bathypontia | \| \| Bathypontia longiseta \| \| \| \| \| \| Bathypontia minor \| \| \| \| |
|             | \| \| Bathypontia longiseta \| \| \| \| \| \| Bathypontia minor \| \| \| \| |
|             | Temorites                                                                   |
|             |                                                                             |
|             | Bathypontia longiseta                                                       |
|             |                                                                             |
|             | Bathypontia minor                                                           |
|             |                                                                             |

|  | Bathypontia longiseta |
|  |                       |
|  | Bathypontia minor     |
|  |                       |